# 江夏詩織
江夏詩織（1995年6月5日—）是茨城縣出生的女模特兒、演員。舊藝名是北山 詩織（きたやま しおり）。

## 經歷
1995年出生於日本茨城縣、家族成員有爸爸、媽媽及兩個妹妹。國中的時候對模特兒界抱有很大的興趣，但一直沒有勇氣參加甄選比賽。那時第一次因親戚的結婚典禮而到東京的回程時，被現在的經紀公司發掘。第一次工作是2010年5月時候的事。
2010年參加少女流行雜誌《Seventeen》的專屬模特兒選拔賽「ミスセブンティーン」，從5,575名參賽者中與阿部菜渚美、西野實見、三吉彩花、森川葵一起被選上、同年8月18日在東京都的兩國國技館舉辦的讀者招待活動「セブンティーン夏の学園祭」初次在讀者前露面。從2010年至今，因工作的關係每次會從茨城縣來到東京，但暑假及春假等長假的時候則會待在東京。平時在家鄉過著高中生活。
2012年被選為2012年度 東レ水着キャンペーンガール。 
2012年10月3日發行2013年個人年曆、在首次的簽名活動上表示給自己人生首次的年曆打滿分。
2017年傳出與屎爛幫成員SU(大塚愛老公）
不倫事宜，仍未公開說明，並囂張騷擾大塚愛母女，介入大塚愛婚姻的第三者

### 人物
興趣是彈鋼琴、閱讀、騎腳踏車及購物。擅長打籃球、短距離田徑賽及做甜點。

## 演出

### 綜藝節目
- 鬧鐘電視（2011年4月－2012年3月，富士電視台）：「MOTTOいまドキ!」正式成員
- ザ!世界仰天ニュース（2012年7月18日，日本電視台）：高校生スペシャル
- キカナイトF（2012年8月3日、富士電視台）

### 電視劇
- 35歳の高校生（2013年4月13日 - 6月22日、日本電視台）飾演 - 泉優奈
- REPLAY & DESTROY（2015年4月27日 - 6月15日、TBS）
- 戀人未滿 (2015年7月20日、富士電視台）飾演 - 觀眾
- 我們仍未知道那天所看見的花名。 （2015年9月21日、富士電視台）
- 風流韻事審查委員會  Episode4（2018年5月21日）飾演 - 原 百合子

### 電影
- 心動舞台（ランウェイ☆ビート，2011年）
- 女子高校（2016年，UNITED CINEMAS）

### 廣告
- ミツカン「追いがつおつゆ」（2011年4月－）
  - プロの驚き 中華つけ麺篇
  - プロの驚き 和風梅つけ麺篇

### MV
- ケラケラ 「友達のフリ」（2013年9月18日）
- THE TOKYO 「C'MON」（2015年8月5日）

## 書籍

### 雜誌
- Seventeen（集英社，2010年10月號－2015年4月號）專屬模特兒

### 寫真集
- しーさん。　北山詩織ファーストフォトブック（2014/4/1發行）

### 年曆
- 2013年個人年曆（2012/10/3發行）[14]

### 商品型錄
- 京都きもの友禅 Promenade vol.8（2010年）

## 外部連結
- 經紀公司「インフィニティーアベニュー」
- Yahoo!JP 部落格(2010年9月1日－2012年3月13日) （页面存档备份，存于）
- 官方部落格「twinkle smile」(2010年8月18日－2016年4月7日) （页面存档备份，存于）
- LINE部落格「江夏詩織 公式ブログ」(2016年4月21日－) （页面存档备份，存于）
- 官方twitter （页面存档备份，存于）
- 官方instagram